# Viola tarbagataica
Viola tarbagataica är en violväxtart som beskrevs av Michail Klokov. Viola tarbagataica ingår i släktet violer, och familjen violväxter. Inga underarter finns listade i Catalogue of Life.